# ين ملكة جوسون المخلوعة
الملكة يُن المخلوعة (بالهانغل: 폐비윤씨، وبالهانجا: 廢妃 尹氏. ولدت في 15 يوليو 1455 وماتت في 29 أغسطس 1482) هي زوجة الملك سونغجونغ الثانية، ووالدة الملك يونسان ملكي سلالة جوسون، وجدها الحادي عشر هو الجنرال يُن غوان (윤관) من عهد سلالة غوريو، وابن عمها هو شن سك جو.

## حياتها
كانت الملكة يُن محظية للملك سونغجونغ حتى وفاة زوجته الأولى الملكة غونغهي والتي لم تنجب أي أبناء، ونظراً لذلك طلب المسؤولون من الملك اختيار زوجة جديدة. لجمالها اختيرت السيدة يُن وعينت ملكة في سنة 1476. بعد ذلك أنجبت الملكة الابن الأول للملك سونغجونغ وهو الملك يونسان.
في سنة 1479 قامت الملكة بخدش وجه الملك والذي حاول إخفاء الأمر، إلا أن الملكة إنسو الأم اكتشفت الأمر وأمرت بنفيها. حاول السياسيون الموالون للملكة أن يعيدوا لها الاعتبار لكن الرافضين لهذا الأمر طالبوا الملك بإعدام الملكة، حيث أمرت بشرب السم لتموت في المنفى.

## التصوير الحديث

### المسلسلات
- شجرة أومي في منتصف الشتاء من قناة MBC بين سنة 1984 وسنة 1985، وقامت بدورها: إي غي سون.
- هان ميونغ هوي من قناة KBS في سنة 1994، وقامت بدورها: جانغ سو هي.
- الملك والملكة من قناة KBS بين سنة 1998 وسنة 2000، وقامت بدورها: كم سونغ ريونغ.
- جوهرة القصر من قناة MBC بين سنة 2003 وسنة 2004، وقامت بدورها: إي جو هي.
- الملك وأنا من قناة SBS بين سنة 2007 وسنة 2008، وقامت بدورها كل من: كو هي سون وباك بو يونغ.
- الملكة إنسو من قناة JTBC بين سنة 2011 وسنة 2012، وقامت بدورها كل من: جون هي بن وجن جي هي.

### الأفلام
- الأمير يونسان في سنة 1987، وقامت بدورها: سونوو أون سك.
- مذكرات الملك يونسان في سنة 1988، وقامت بدورها: كم يونغ أي.

### المكتوبات
- رواية: دماء غُمسام، وهي من كتابة باك تشونغ هوا.
- أغنية: هوي شم غوك، وهي من كتابة كم يونغ إم.